# Galway United
Der Galway United Football Club (irisch Cumann Peile Ghaillimh Aontaithe) ist ein 1937 gegründeter Fußballverein aus der west-irischen Stadt Galway. Der Club hieß anfangs noch Galway Rovers und wurde auch noch unter diesem Namen 1977 in die League of Ireland aufgenommen, bevor er 1981 den heutigen Namen annahm.

## Geschichte

### Liga
Nach der Gründung des Clubs 1937 spielten die damaligen Galway Rovers durchaus erfolgreich in niedrigeren irischen Ligen. 1976/77 wurde Galway dann als Nicht-Liga-Club zur Teilnahme am Ligapokal der League of Ireland eingeladen; wegen der überzeugenden Leistung (es gelangen in drei Spielen immerhin zwei Unentschieden gegen Mitglieder der League of Ireland) wurden die Rovers zur Saison 1977/78 zur Liga zugelassen. Im Ligabetrieb anfangs eher erfolglos, gelang 1981 der Einzug ins Finale des Ligapokals. Das Finale verlor man jedoch nach ausgeglichenem Spiel in Elfmeterschießen gegen den Dundalk FC. Seit der Saison 1981/82 trat der Verein unter dem Namen Galway United  an.
Mitte der 1980er Jahre war Galway dann eine der führenden Mannschaften der Liga; 1984/85 gelang der jedoch erfolglose Einzug ins Pokalendspiel. 1985/86 gewann Galway den Ligapokal und wurde nach 16 ungeschlagenen Ligaspielen in Folge sowie einer Tabellenführung bis in den März doch noch lediglich Vizemeister. 
Nach dem ersten und bis dato einzigen Sieg des irischen Pokals im Mai 1991 folgte in der Saison 1991/92 der jähe Absturz, der Verein stieg als schlechteste Mannschaft der Premier Division ab. Es gelang allerdings durch die Meisterschaft der First Division der sofortige Wiederaufstieg. Der zweite Abstieg 1995/96 führte jedoch dann zu einer drei Jahre andauernden Zweitklassigkeit, wobei allerdings in der Saison 1996/97 als Zweitligaverein der Sieg im Ligapokal gelang. 
Von 2002 bis 2007 spielte Galway zum dritten Mal in der First Division.
Von 2005 bis 2011 war Nick Leeson, Verursacher des Zusammenbruchs der Barings Bank 1995, General Manager des Clubs.
Die Saison 2011 beendete Galway United als Letzter der Premier Division und stand nach den verlorenen Relegationsspielen gegen Monaghan United als Absteiger fest. Im Dezember 2011 gab der Vorstand bekannt, dass er die beantragte Lizenz für die Spielzeit 2012 zurückgezogen habe. Ein Jahr später kehrte der Verein als Galway F.C. zurück. Seit November 2014 trägt er wieder den alten Namen und spielte von 2015 bis 2017 in der League of Ireland. Obwohl die Saison 2017 auf dem zehnten von 12 Plätzen beendet wurde, stieg der Club in diesem Jahr erneut ab; Grund war eine Änderung der ersten beiden irischen Ligen, in denen seit 2018 jeweils nur noch zehn Teams antreten.
Nach dem Gewinn der Meisterschaft 2023 in der First Division spielt der Klub seit 2024 wieder in der Premier Division.

### Internationale Auftritte
Bisher konnte sich Galway United drei Mal für Europapokalwettbewerbe qualifizieren. Der Club verlor jedoch alle sechs Spiele und schied jeweils in der ersten Runde aus. 1985/86 scheiterte man im Europapokal der Pokalsieger am dänischen Vertreter Lyngby BK mit 2:3 und 0:1, im Jahr darauf verlor man im UEFA-Cup gegen den niederländischen Vertreter FC Groningen mit 1:3 und 1:5, 1991/92 scheiterte man wieder im Pokalsiegerpokal an einem dänischen Verein, diesmal an Odense BK mit 0:3 und 0:4.

## Erfolge
- Irischer Pokalsieger (1):
  - 1991

- Irischer Ligapokalsieger (2):
  - 1985/86, 1996/97

## Europapokalbilanz
| Saison  | Wettbewerb                  | Runde         | Gegner       | Gesamt | Hin     | Rück    |
| ------- | --------------------------- | ------------- | ------------ | ------ | ------- | ------- |
| 1985/86 | Europapokal der Pokalsieger | 1. Runde      | Lyngby BK    | 2:4    | 0:1 (A) | 2:3 (H) |
| 1986/87 | UEFA-Pokal                  | 1. Runde      | FC Groningen | 2:8    | 1:3 (H) | 1:5 (A) |
| 1991/92 | Europapokal der Pokalsieger | Qualifikation | Odense BK    | 0:7    | 0:3 (H) | 0:4 (A) |

Gesamtbilanz: 6 Spiele, 6 Niederlagen, 4:19 Tore (Tordifferenz −15)